# Apicaal (biologie)
Apicaal geeft aan dat iets zich vooraan of bovenop bevindt. Het tegenovergstelde is basaal: aan de onderkant of aan de onderzijde gelegen.
Apicale dominantie bij planten is het fenomeen dat de apex (top van de plant) sterker uitgroeit dan de zijtakken van de plant.
Het apicaalmeristeem komt bij planten voor aan de top van de stengel en die van de wortel, waardoor lengtegroei mogelijk wordt.
Bij het gebit betekent apicaal: aan de wortelpunt.
Het apicaal oppervlak van een cel is het oppervlak dat naar het lumen (de binnenruimte) van een orgaan, zoals bij een tuftcel of endotheelcel, of naar de buitenkant van het lichaam wijst.
|  |  |  |  |